# Maladie des brides amniotiques

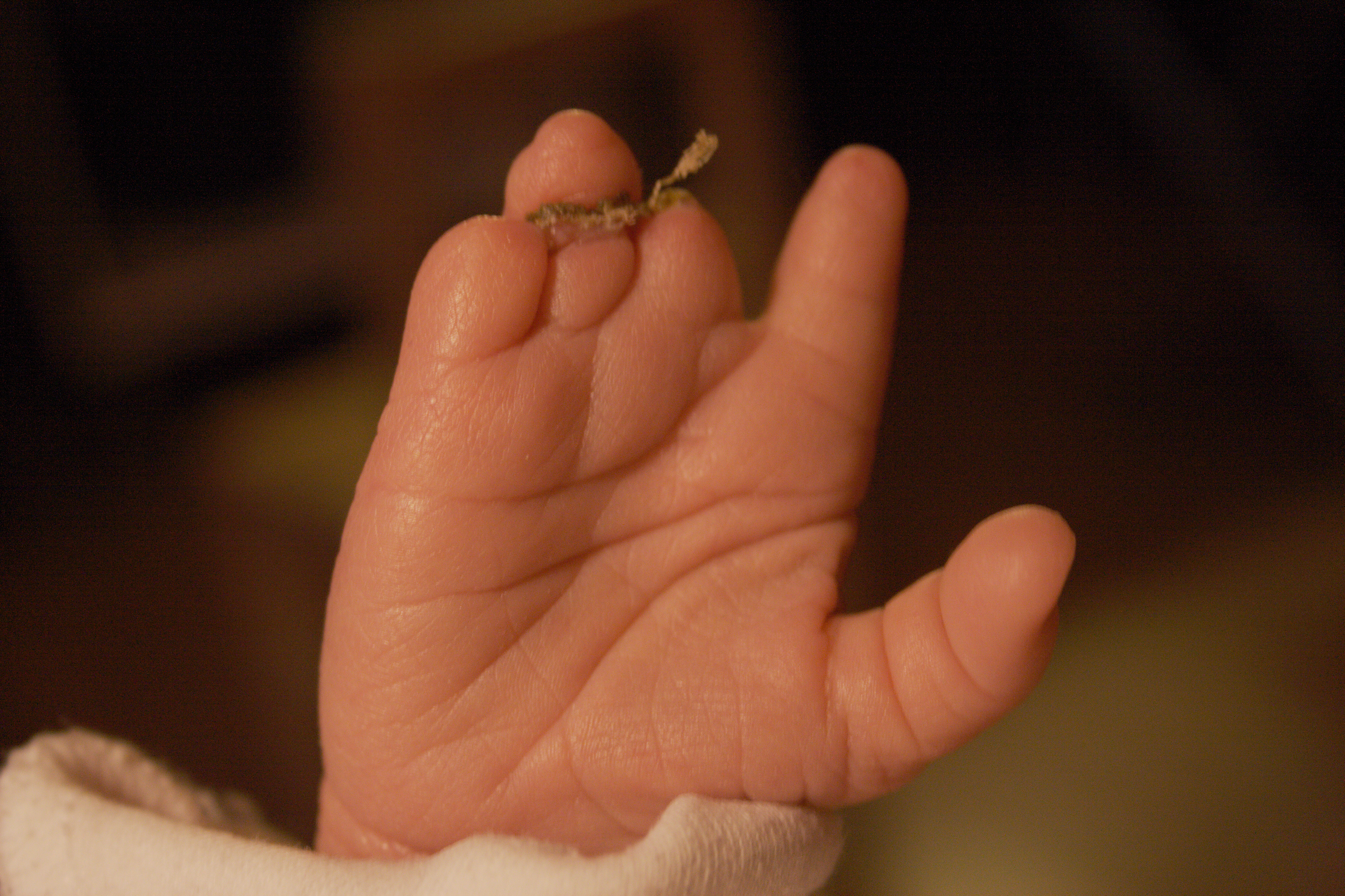
Main d'un bébé atteint de la maladie des brides amniotiques

La maladie des brides amniotiques ou syndrome des brides amniotiques — en anglais : Constriction ring syndrome (CRS) — est une anomalie congénitale causée par le piégeage de parties du fœtus, généralement un membre, ou des doigts, dans des fibres de bandes amniotiques pendant qu'il est dans l'utérus.

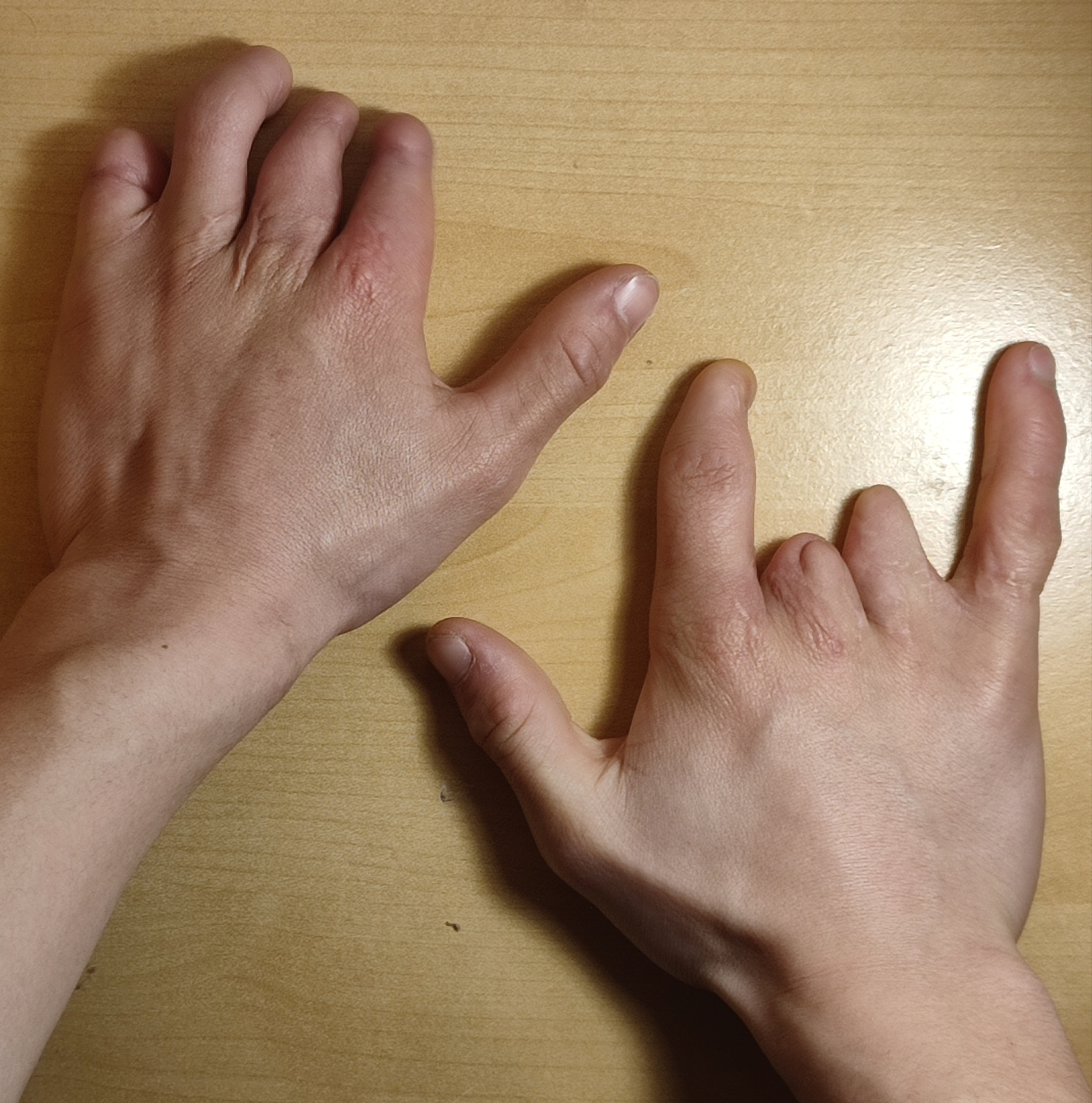
Mains d'un adolescent atteint de la Maladie des brides amniotiques.

## Personnalités ayant cette maladie
- Sophie Wells, équipe paralympique Anglaise de dressage[2]
- Gina Casillas, joueur de volleyball[3]
- Ian T. Jamison, artiste[4]
- Anna Johannes, nageuse paralympique[5]
- Jean-Jacques Machado, ceinture noire de jiu-jitsu brésilien[6]
- Kingsley McGowan, joueur de rugby[7]
- Lyric Mariah Heard, mannequin[8]
- Shaquem Griffin, joueur de football américain (AAC Defensive Player of the Year 2016)[9],[10],[11]
- Jennifer Bricker, acrobate[12]
- Katarina Roxon, nageuse handisport[13]
- Noelle Malkamaki, championne paralympique américaine.